# Kinkhorn
De Kinkhorn is een middeleeuwse buurtschap, nu een boerderij met een onbewoonde wierde onder de Nederlandse plaats  Zeerijp (gemeente Eemsdelta, provincie Groningen). Het gaat om een smalle en langgerekte wierde die loodrecht op kwelderweg staat. Langs de Woldweg en de Eenumerweg zijn vergelijkbare wierden te vinden. Hier zijn scherven van Pingsdorfaardewerk uit het Rijnland gevonden, daterend uit de tiende of elfde eeuw. De Kinkhorn en de nabijgelegen Baukumaheerd liggen op het oudste gedeelte van de kwelderrug die vanuit Eenumerhoogte (Oostrum) in cultuur is gebracht. Het hele gebied viel dan ook onder de rechtsstoel van Eenumerhoogte.
De naam komt voor als eyn huys, is genoemt Keynghorne of Key Inghornain (1538), de Keijnse (1568), Krynge horne, Keengehorne (1612). Hij lijkt etymologisch verwant te zijn met de plaatsnaam Keins in Noord-Holland, waarbij kin-, kene- voor 'kreek, geul' staat, met het meervoudssuffix -inga, dat zich ontwikkeld heeft tot -endse met de uitgang -horn ('hoek'). De Kinkhorn is dan de 'hoek bij de aanwoners van de geul'. Een alternatieve verklaring gaat uit van een kaeynge('kade'). De schelp kinkhoorn heeft overigens een andere oorsprong met de wortel kink ('kronkel'). Inderdaad laat de bodemkaart zien dat zich hier mogelijk een oude geul bevond, die het lagere gebied achter de kwelderwal van Zeerijp met de kust verbond.
In 1538 wordt de boerderij genoemd als toevluchtsoord voor wederdopers.